# Матвієнко Дмитро Олександрович
Дмитро Олександрович Матвієнко (рос. Дмитрий Александрович Матвиенко, нар. 25 травня 1992, Саки) — український та російський футболіст, що грає на позиції захисника. Відомий за виступами у складі сімферопольської «Таврії» у українській Прем'єр-лізі, а також у клубі «Тирасполь» у вищому дивізіоні Молдови. Після 2015 року прийняв російське громадянство і почав виступи в окупованому Росією Криму.

## Кар'єра футболіста
Дмитро Матвієнко народився у Саках, де й розпочав займатися футболом у місцевій ДЮСШ, пізніше продовжив удосконалення своєї футбольної майстерності у футбольній школі донецького «Олімпіка» та донецького «Шахтаря». У професійному футболі дебютував на початку сезону 2009—2010 року в донецькому «Олімпіку», який на той час грав у другій українській лізі.
З початку сезону 2010/11 років Дмитро Матвієнко стає гравцем команди української Прем'єр-ліги «Таврія» з Сімферополя. Спочатку футболіст виступав за дублюючий склад команди, а 17 квітня 2013 року дебютував у основному складі команди в матчі Кубка України проти клубу «Севастополь», вийшовши на заміну в додатковий час матчу. У чемпіонаті України Дмитро Матвієнко дебютував 26 квітня 2013 року в матчі з полтавською «Ворсклою», вийшовши на заміну замість Максима Фещука. У «Таврії» футболіст грав до кінця сезону 2013/14 року, після чого вона тимчасово припинила існування після окупації Росією Криму, зігравши за клуб 11 матчів у чемпіонаті та 2 матчі в Кубку України.
31 липня 2014 року Дмитро Матвієнко став гравцем клубу вищого дивізіону Молдови «Тирасполь», у якому грав до грудня 2014 року. Узимку 2015 року футболіст їздив на перегляд до клубу «Іллічівець» з Маріуполя, проте він виставив маріупольському клубу дуже високі вимоги по заробітній платні, тому контракт із «Іллічівцем» Матвієнко так і не підписав..
З початку 2015 року Дмитро Матвієнко виступає в клубах окупованого Криму — спочатку «Динамо» з Сакського району, пізніше в клубах «Євпаторія», «Севастополь» та «ТСК-Таврія».

## Особисте життя
Брат Дмитра Матвієнка, Микола Матвієнко, грав за низку українських клубів, та є гравцем збірної України.